# نبی هزارجریبی
نبی هزارجریبی چهره سیاسی اعتدالگرا و نماینده سابق مردم گرگان و آق‌قلا، در دهمین دوره مجلس شورای اسلامی بوده است.

## نماینده گرگان و آق‌قلا در مجلس دهم
نبی هزارجریبی در دهمین دوره انتخابات مجلس شورای اسلامی، در لیست ائتلاف فراگیر اصلاح طلبان: گام دوم در گرگان حضور داشت و توانست در مرحله دوم انتخابات با کسب ۷۵٬۳۲۳ رأی از مجموع ۱۶۸٬۰۵۷ رأی مأخوذه صحیح، در رتبهٔ اول گرگان، وارد مجلس دهم شود.
وی از فعالین سیاسی است که در پاکدستی و مردم داری بین مردم زبانزد بوده , بعد از کاندیداتوری در دوره دوازدهم مجلس شورای اسلامی از حوزه گرگان و آق قلا به نفع کاندیدای ترکمن از شهر آق قلا مهندس غفور امانزاده کناره گیری نموده و از وی حمایت قاطع نمود.
وی همچین از عاملان اصلی برکناری استاندار وقت آقای سید مناف هاشمی در زمان وقوع سیل آق قلا بود که موجب بروز خسارات سنگینی به مردم آق قلا شد.